# Belonimorphis belonimorphis
Belonimorphis belonimorphis là một loài ốc biển rất nhỏ, là động vật thân mềm chân bụng sống ở biển trong họ Cerithiopsidae.